# Asthenes maculicauda
Asthenes maculicauda е вид птица от семейство Furnariidae.

## Разпространение
Видът е разпространен в Аржентина, Боливия и Перу.